# Norops allogus
Norops allogus är en ödleart som beskrevs av  Barbour och RAMSDEN 1919. Norops allogus ingår i släktet Norops och familjen Polychrotidae. Inga underarter finns listade i Catalogue of Life.